# سیارک ۱۴۹۷۲۸
سیارک ۱۴۹۷۲۸ (به انگلیسی: 149728 Klostermann، نامگذاری:2004KR1) صد و چهل و نه هزار و هفتصد و بیست و هشتمین سیارک کشف شده‌است که در ۱۹ مه ۲۰۰۴ کشف شد.